# 松岡篤哉
松岡 篤哉（まつおか あつや、1982年6月28日 - ）は、岐阜県大垣市出身の競輪選手。日本競輪学校第97期生。師匠は山口富生（68期）。

## 来歴
小学校の頃から、走幅跳、三段跳を中心に陸上競技で活動。岐阜県立大垣商業高等学校時代には高校総体等で、両方の種目で入賞歴を有する。2000年には大垣市の少年スポーツ栄誉賞を受賞した。その後、東海大学でも両種目で活動したが、実業団に入ると三段跳の成績が伸び悩んだため、一旦競技活動から退いた。その後、走幅跳一本に絞ることを決意して、2006年に競技活動を再開。同年ののじぎく兵庫国体では4位に入った。しかし、目標としていた2007年の日本陸上競技選手権大会では9位に終わったため、これを契機に陸上競技から競輪へ転向する決意を固めた。
2008年、競輪学校に入校。在校競走成績は第4位（41勝）。
2010年1月1日、ホームバンクの大垣競輪場でデビューし3着。初勝利は同年1月3日の同場で決めたが、このレースは決勝戦であったため、デビュー場所で初優勝を果たした。同年9月26日、岐阜競輪場で行われたルーキーチャンピオンレースで優勝。
2011年、ヤンググランプリ（平塚競輪場）に出場し7着。
2012年、再びヤンググランプリ（京王閣競輪場）に出場し優勝。

## 選手としての特徴
ヤンググランプリ優勝などの実績からレースでは本命評価を受けることが多いが、開催初日のレースを苦手としており本命評価を受けながら惨敗を喫することが非常に多い選手でもある。